# 마곡로 (인천)
마곡로(Magok-ro)는 인천광역시 부평구 산곡동에 있는 인천광역시도로, 총 연장은 355m이다. 도로의 이름이 유래된 것은 이 지역이 고려시대 말을 사육하던 골짜기였던 것에서 유래하였다.

## 역사
- 2009년 10월 19일 : 도로명으로 마곡로를 고시

## 지리

### 주요 경유지
- 부평구
  - 산곡1동

### 접촉하는 도로
- 마장로

### 주요 건물 및 시설
- 대명아크로빌 (마곡로 7/산곡동 34-8)
- 세창아파트 (마곡로 17/산곡동 65-1)